# Gåstjärnen (Jörns socken, Västerbotten, 724402-171120)
Gåstjärnen är en sjö i Skellefteå kommun i Västerbotten och ingår i Byskeälvens huvudavrinningsområde.